# Mushu
Mushu egy régi kínai legenda, a Mulan egyik fontos szereplője. Eredetileg egy őrző-védő sárkány, akit azonban valamilyen baklövése miatt gongatásra ítéltek, amivel a család oltalmazóit ébreszti fel. A történetet a Walt Disney stúdió dolgozta fel két egész estés rajzfilmben.

## Mushu a Mulan 1. részében
Mushu véletlenül keveredik az őrző-védő sárkány szerepébe, mivel az ősök tudta nélkül elindul, hogy megvédje Mulant.
Mulan idős apja helyett megy el a hunok elleni háborúba férfinak öltözve, amivel egy ősi törvényt szeg meg. Mushu összes agyafurtságára és Cirip nevű tücsök barátja segítségére is szüksége van ahhoz, hogy elkerülve a bajokat hősként vigye haza védencét. Így ő is visszakapja eredeti rangját és visszakerül a hőn áhított piedesztálra.

## Mushu a Mulan 2. részében
Ebben a részben megismerhetjük Mushu önző oldalát. Kiderül, hogy mivel Li Shang tábornok feleségül veszi Mulant, az ő ősei fognak rá vigyázni ezentúl. A kétségbeesett Mushu gonosz tervet eszel ki, hogy elválassza a fiatalokat. Egy nehéz küldetés során akarja őket egymás ellen fordítani. 
Sok kalandon és veszélyen át Mushu végül is rádöbben, mennyire szereti Mulant és lemondva eredeti tervéről, segít véghezvinni a küldetést és a Frigyek Aranysárkányának kiadva magát összeadja a fiatalokat. Így azonban elveszíti rangját és mehet vissza ütögetni a gongot. Li Shang azonban a Fa család kápolnájába viszi az ősei kőtábláját és ezáltal Mushu megtarthatja a piedesztálját.